# Maître de Saint-Goery
Le Maître de Saint-Goery est un enlumineur anonyme actif à Épinal, Metz et Toul au milieu du XVe siècle. Il doit ce nom au chapitre de Saint-Goery qui, à cette époque, détient l'Évangéliaire pourpre dans lequel ont été retrouvées deux miniatures qui lui sont attribuées représentant saint Marc et saint Goery. 

## Identité
François Avril, spécialiste des manuscrits enluminés est le premier à parler du Maître de Saint-Goery à la fin du XXe siècle. Jusqu'alors, les travaux de ce dernier étaient attribués à Henri d'Orquevaulz, un peintre de l'école de Metz actif les mêmes années que le Maître de Saint-Goery. L'expertise du spécialiste a permis d'attribuer à l'un et à l'autre leurs œuvres respectives.
Cependant, et comme pour de nombreux autres peintres anonymes, aucun élément biographique nous permet d'en savoir plus au sujet de ce peintre. Il contribue surtout à des livres d'heures de la région messine : l'un d'eux a été réalisé pour l'échevin de la cité Jean de Vy.

## Style
Le Maître de Saint-Goery se caractérise, entre autres, par la représentation fréquente de « grasses prairies, d'un vert tendre » avec des détails de touffes d'herbes et de fleurs. Il utilise ce type de sol aussi bien à l'intérieur qu'à l'extérieur. Pour le fond des miniatures, il réalise des motifs à carreaux de tapisserie ou bien des fonds damassés.

## Œuvres attribuées au Maître de Saint-Goery
- Miniatures de saint Marc et de saint Goery, Évangéliaire pourpre (f. 001v et f. 002, MS 265 P/R, bmi Épinal), réalisées entre 1444 et 1466.
- Le Livre d'heures de Metz pour Jean de Vy, (Metz, BM, Ms 1598)
- L'ensemble des enluminures du calendrier (f. 03 - 14), ainsi que le saint Georges (f. 02) et la sainte Barbe (f. 231v) du Livre d'heures de Toul, (Metz, BM, Ms 1581)
- Des illustrations dans un livre d'heures de Toul (Collection Schönborn Wiesentheid, Ms 351)
- Le Pèlerinage de l'Âme, (Cambridge, Fitzwilliam Museum (Ms 1-2003) et divers catalogues de vente), une copie plus tardive du célèbre poème de Guillaume de Digulleville.

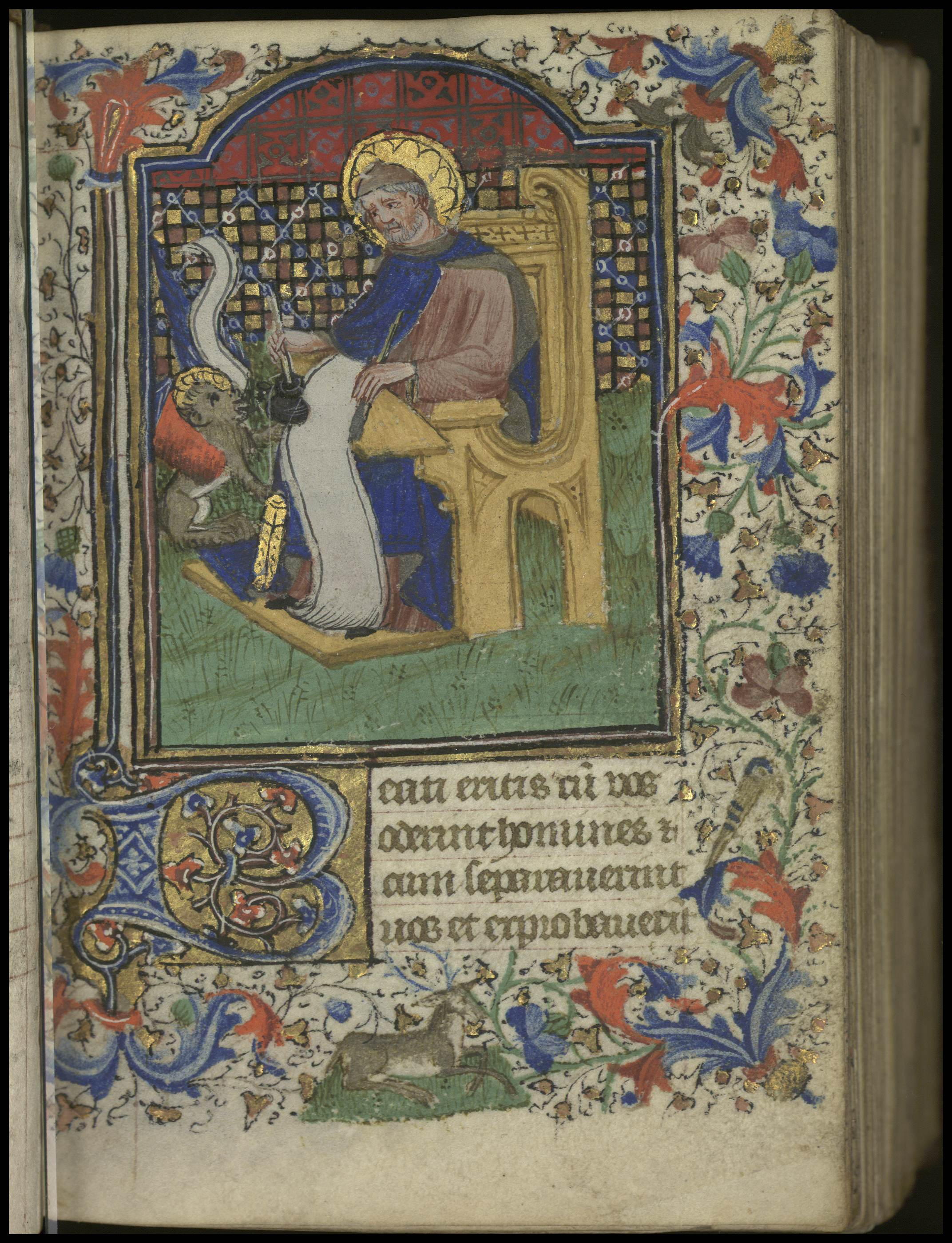
Saint Marc, dans le Livre d'heures de Metz pour Jean de Vy (Ms 1598)
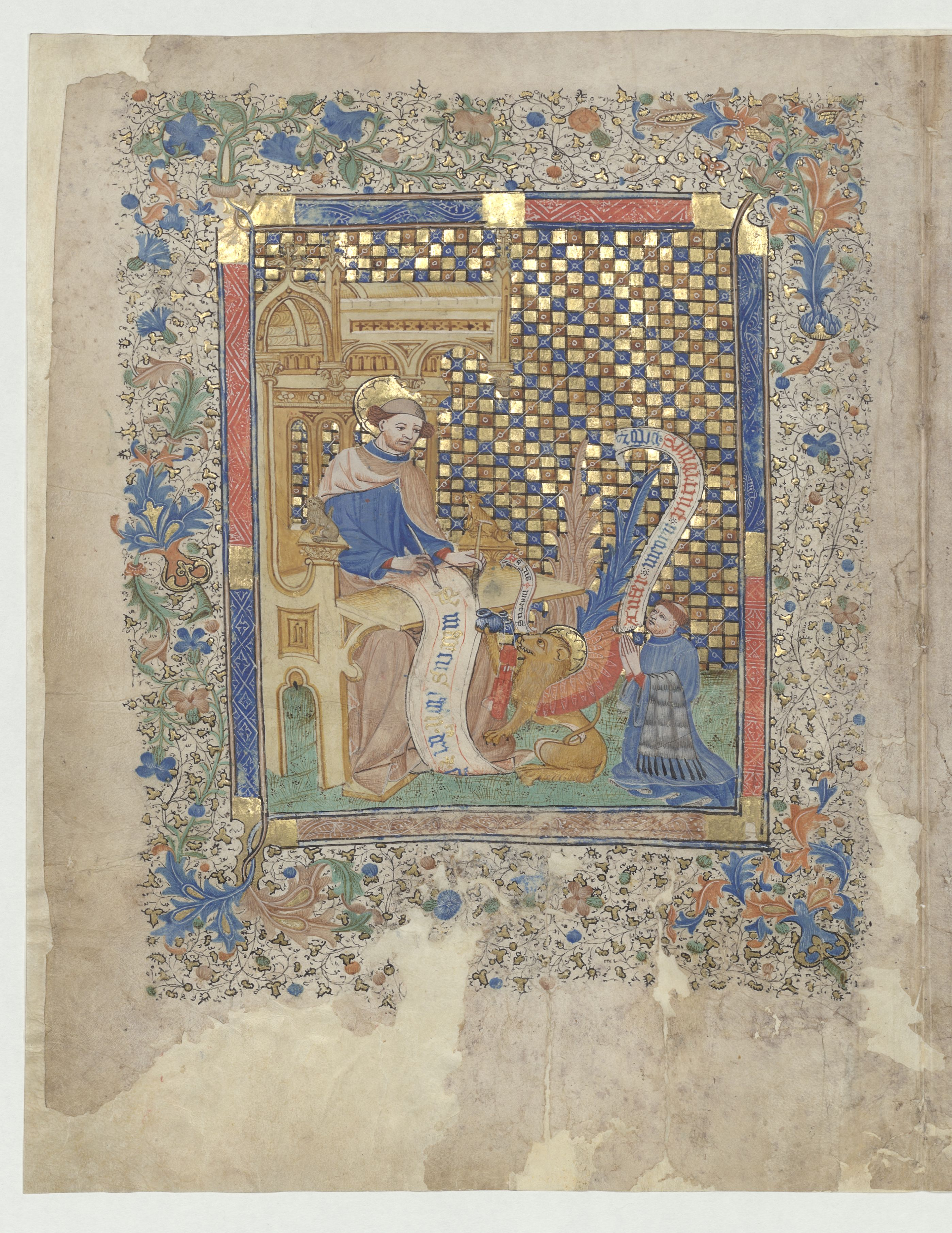
Saint Marc, dans l'Évangéliaire pourpre
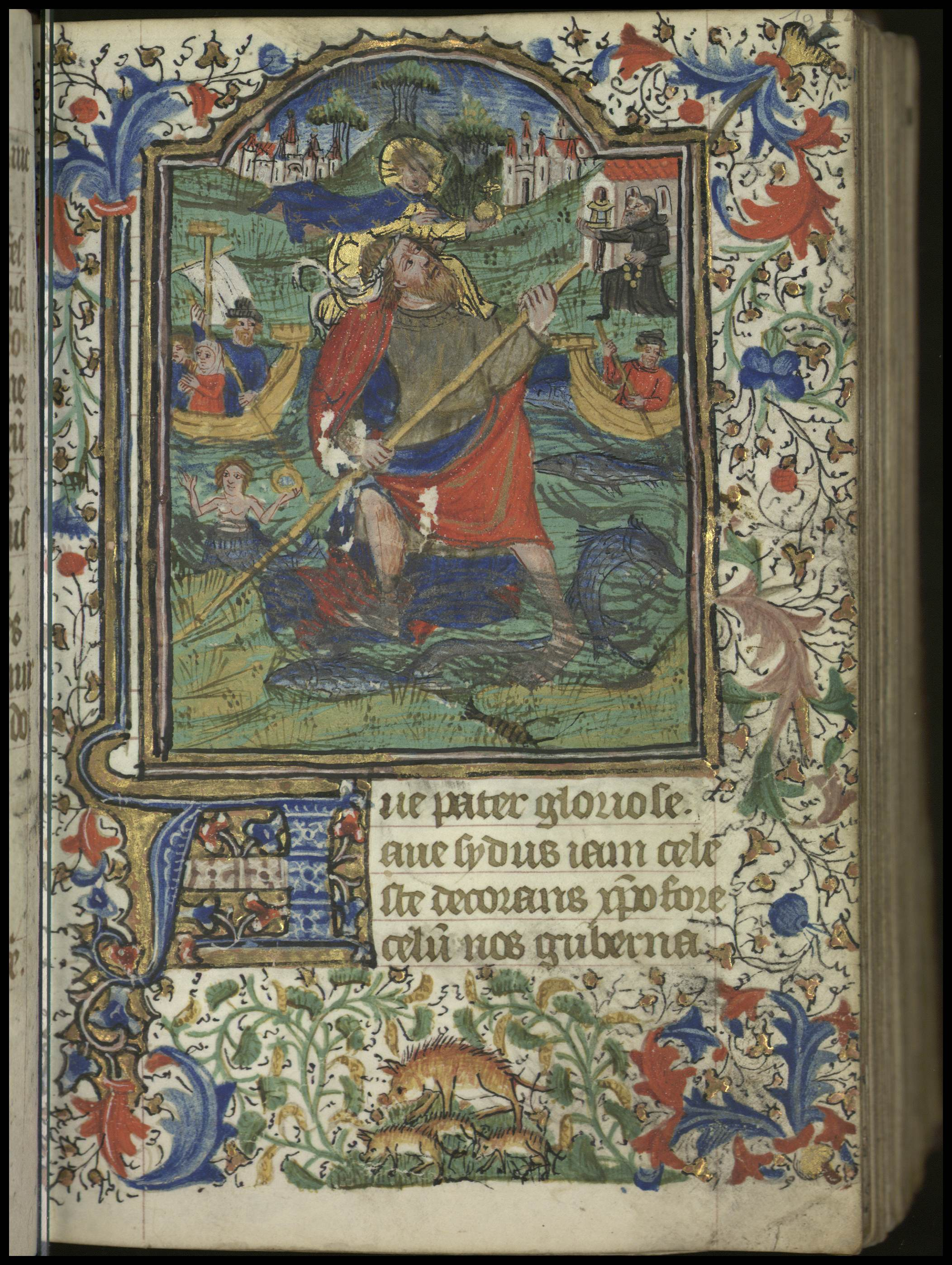
Saint Christophe, dans le Livre d'heures de Metz pour Jean de Vy (Ms 1598)
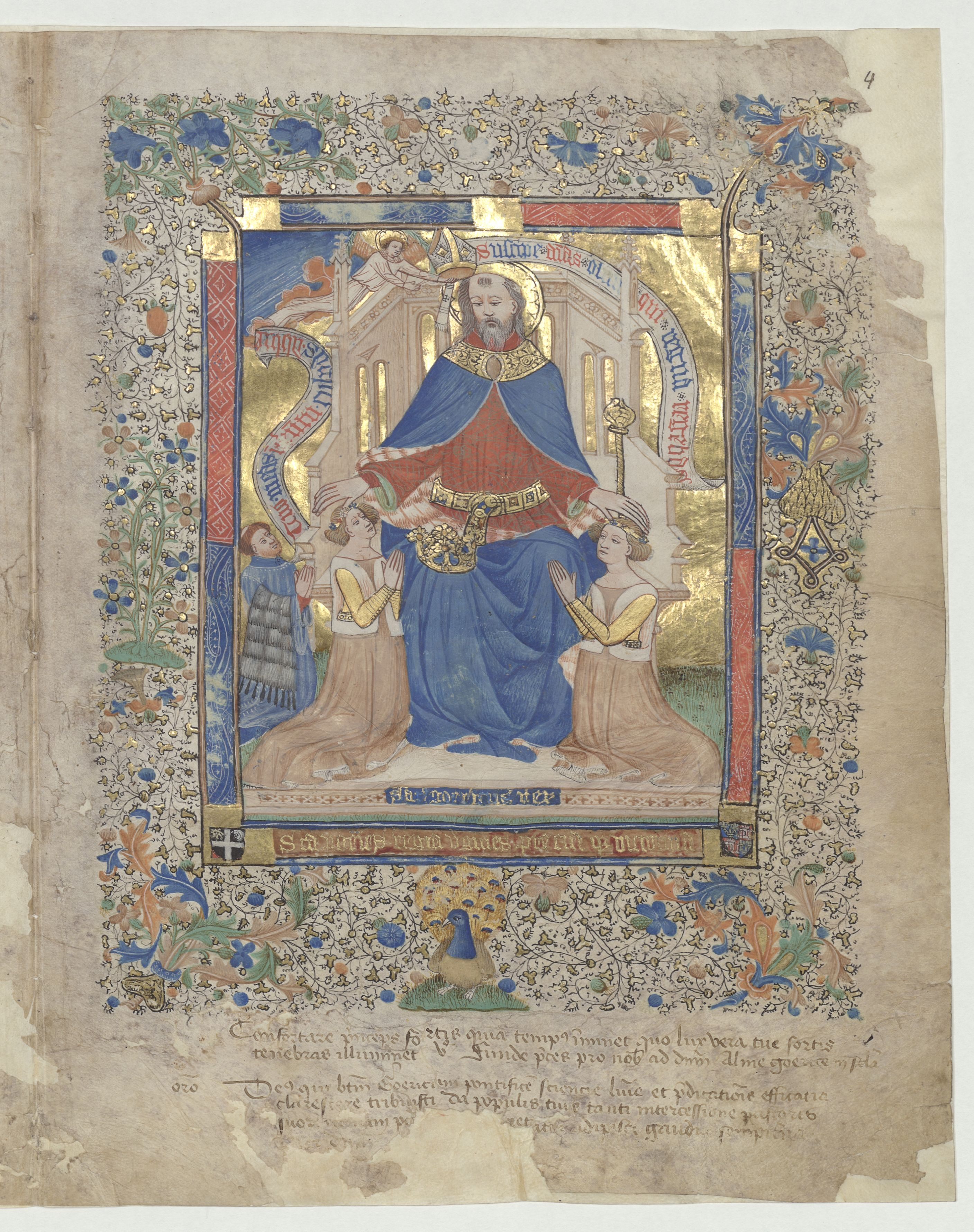
Saint Goery, dans l'Évangéliaire pourpre
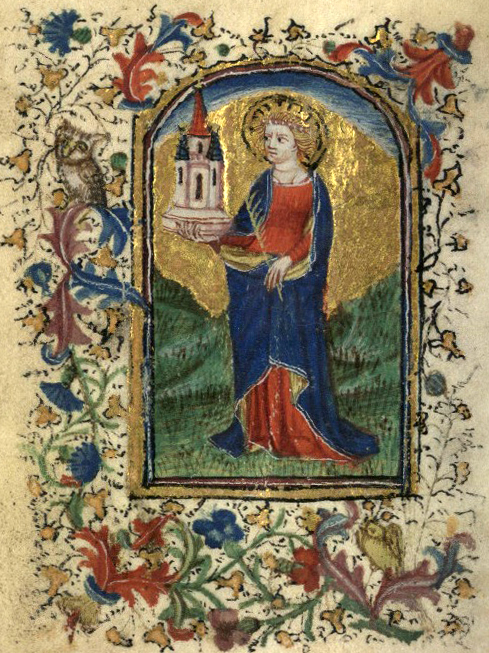
Sainte Barbe, dans le livre d'heures de Toul (Ms 1581)